# التهاب رئوي لانموذجي
الْتِهابٌ رِئَوِيٌّ لَانَمُوذَجِيّ أو ذات الرئة اللانمطية أو التهاب رئوي لانمطي هو نوع من الالتهاب الرئوي لا يسببه أحد العوامل الممرضة الأكثر شيوعًا المرتبطة بالالتهاب الرئوي. اعراضه السريرية تتناقض مع تلك الناتجة عن الالتهاب الرئوي «النموذجي». مجموعة متنوعة من الميكروبات يمكن أن تسببها. عندما يتطور الالتهاب بشكل مستقل عن مرض آخر يطلق عليه الالتهاب الرئوي اللانمطي الأساسي (PAP). تم إدخال هذا المصطلح في ثلاثينيات القرن العشرين وهو يتناقض مع الالتهاب الرئوي البكتيري الذي تسببه المكورة الرئوية وهو الشكل الأكثر شيوعًا للالتهاب الرئوي في ذلك الوقت.
كان هذا التمييز مهمًا من ناحية التاريخ المرضي، حيث كان يميز هؤلاء الذين يرجح ظهورهم بأعراض تنفسية «نموذجية» والتهاب رئوي فصي من الأشخاص الأكثر عرضة للظهور بأعراض عامة «غير نمطية» (مثل الحمى والصداع والتعرق وألم عضلي) والالتهاب القصبي الرئوي.

## التسمية
«الالتهاب الرئوي اللا نمطي» هو غير نمطي في أنه يحدث بسبب كائنات غير نمطية (بخلاف المكورة الرئوية، المستدمية النزلية، وموراكسيلا نزلية). تتضمن هذه الكائنات غير النمطية بكتيريا وفيروسات وفطريات وأوليات خاصة. بالإضافة إلى ذلك فإن هذا النوع من الالتهاب الرئوي اللانمطي يظهر بكميات معتدلة فقط من البلغم، لا تصلد، فقط زيادة صغيرة في تعداد الخلايا البيضاء، ولا إفرازات سنخية. في الوقت الذي تم فيه وصف الالتهاب الرئوي اللانمطي لأول مرة، لم يتم التعرف على الكائنات الحية مثل المفطورة، والكلامييدوفيليا، والفيلقية على أنها بكتيريا وبدلاً من ذلك اعُتبِرت فيروسات. ومن هنا كان «الالتهاب الرئوي اللانمطي» يسمى أيضًا «غير البكتيري». في الأدب لا يزال مصطلح التهاب الرئة غير النمطي (المتناقض مع الالتهاب الرئوي الجرثومي) قيد الاستخدام، رغم أنه غير صحيح. وفي الوقت نفسه، يتم تحديد العديد من هذه الكائنات على أنها بكتيريا، وإن كانت أنواعًا غير عادية (المفطورة هو نوع من البكتيريا بدون جدار خلوي، والكلاميديا هي طفيليات تعيش داخل الخلايا). وبما أن الظروف التي تسببها هذه العوامل لها دورات حياة مختلفة وتستجيب لعلاجات مختلفة، فإن تحديد العوامل الممرضة مهم.

## الاعراض والعلامات
عادة ما تتضمن الأسباب غير النمطية أيضًا أعراضًا غير نمطية:
- لا توجد استجابة للمضادات الحيوية الشائعة مثل السلفوناميد[10] ومضادات البيتا لاكتام مثل البنسلين.
- لا توجد علامات وأعراض لتصلد الفص الرئوي[11][12]، وهذا يعني أن العدوى تقتصر على مناطق صغيرة بدلاً من الفص الرئوي كاملاً. ومع تقدم المرض، يمكن أن يميل إلى الظهور بمظهر الالتهاب الرئوي الفصي.
- لا زيادة في الكريات البيض.
- أعراض خارج الرئة تتعلق بالميكروب المسبب.[8]
- كمية معتدلة من البلغم، أو عدم وجود بلغم على الإطلاق.[13]
- عدم وجود افرازات سنخية.
- على الرغم من الأعراض والمشاكل العامة في الجهاز التنفسي العلوي (مثل ارتفاع درجة الحرارة والصداع والسعال الجاف)، إلا أن هناك علامات جسدية قليلة بشكل عام. يبدو المريض أفضل من الأعراض.[3][10]

## المسبب
أكثر الكائنات المسببة للمرض هي البكتيريا (غالباً ما تكون داخل الخلايا):
- متدثرة رئوية

شكل خفيف من الالتهاب الرئوي مع أعراض خفيفة نسبياً.
- متدثرة ببغائية

تسبب داء المتدثرات الطيري.
- كوكسيلة بورنيتية

تسبب حمى كيو.
- فرنسيسيلة تولارية

تسبب داء توليري
- فيلقية مستروحة

يسبب شكلاً حاداً من الالتهاب الرئوي مع معدل وفيات مرتفع نسبياً، والمعروف باسم داء الفيالقة أو مرض الفيالقة.
- مفطورة رئوية[14]

عادةً ما يحدث في الفئات العمرية الأصغر سناً وقد يكون مرتبطاً بأعراض عصبية وبدنية (مثل الطفح الجلدي).
الالتهاب الرئوي اللا نمطي يمكن أن يكون له أيضًا سبب فطري أو أولي أو فيروسي
.
في الماضي، كانت معظم الكائنات الحية صعبة الزراعة. ومع ذلك، ساعدت التقنيات الحديثة في التحديد النهائي للعامل الممرض، الذي قد يؤدي إلى المزيد من خطط العلاج الفردية.

### الفيروسات
عند مقارنة الالتهاب الرئوي غير النمطي الذي تسببه البكتريا مع تلك الناجمة عن فيروسات حقيقية (باستثناء البكتيريا التي اعتبرت خطأً فيروسات)، فإن مصطلح «الالتهاب الرئوي اللانمطي» يشير دائمًا إلى سبب بكتيري ويتناقض مع الالتهاب الرئوي الفيروسي.
تشمل الأسباب الفيروسية المعروفة للإصابة بالتهاب رئوي لانمطي فيروس تنفسي مخلوي بشري، إنفلونزا AوB، فيروسات نظير الإنفلونزا البشرية، فيروسات غدانية، سارس والحصبة.

## التشخيص
يُظِهر عادةً تصوير الصدر بالأشعة السينية العدوى الرئوية قبل ملاحظة العلامات الجسدية للالتهاب الرئوي اللانمطي. وهذا هو الالتهاب الرئوي الخفي. بشكل عام، غالباً ما يكون الالتهاب الرئوي الخفي موجوداً في المرضى الذين يعانون من الالتهاب الرئوي ويمكن أن يكون سببه أيضاً المكورة الرئوية ، حيث يظهر تناقص الالتهاب الرئوي الخفي بعد تطعيم الأطفال بلقاح المكورات الرئوية. يبدأ الارتشاح عادةً في المنطقة المحيطة بالنقير (حيث تبدأ القصبات الهوائية) وينتشر على شكل وتد أو على شكل مروحة باتجاه أطراف محيط الرئة. يحصل الارتشاح غالباً في الفص السفلي، ولكنها قد تؤثر على أي فص أو مجموعة من الفصوص الرئوية.

## الانتشار
يتم العثور على المفطورة في كثير من الأحيان في صغار السن أكثر من كبار السن. بينما كثيراً ما يصاب كبار السن بالفيلقية المستروحة.